# Gustaf Gadolin
Gustaf Gadolin, född 22 juli 1769 i Åbo, död där den 22 augusti 1843, var en finländsk professor, universitetsrektor, domprost och statsman, son till Jakob Gadolin.

## Biografi
Som professor i hebreiska och grekiska från 1795 införde han tillsammans med fakultetens yngre docent Anders Johan Lagus den tyska nyhumanismen vid universitetet.
1805 untnämndes Gadolin till professor i teologi, och 1812 till domprost i Åbo. Han var fyra gånger rektor och inspektor för två studentnationer. Som statlig ämbetsman ledde han även Finlands växel-, låne- och depositionskontor. Då universitetet flyttades till Helsingfors år 1828 skiljdes domprostämbetet och professuren i teologi från varandra. Gadolin kvarblev i Åbo som domprost.
Den intelligente, skicklige och mångkunnige Gadolin fick emottaga ett flertal administrativa förtroendeuppdrag. Han representerade prästerskapet vid Norrköpings riksdag 1800 och vid Borgå lantdag 1809, samt i den kommitté som föreslog bildandet av regeringskonseljen för Finland. Hans rektorat vid universitetet sammanföll med tvenne dramatiska vändningar i Finlands historia: freden i Fredrikshamn 1809 och den därmed förbundna akademiska jubileumspromotionen samt Åbo brand 1827.
Vid ärkebiskopsvalet efter den år 1833 avlidne Jacob Tengström placerades Gadolin i främsta förslagsrummet, men istället för Gadolin, som företrädde Åbotraditionen utnämnde kejsaren Erik Gabriel Melartin. Universitetet visade Gadolin sin uppskattning genom att kalla honom till promotor för teologiska fakulteten vid 200-årsjubelpromotionen 1840 samt genom att promovera honom till jubelmagister tillsammans med biskop Frans Michael Franzén.
Gustaf Gadolins yngre bror Johan Gadolin blev en berömd kemist och fysiker, och den yngste broderns son artillerigeneral Axel Gadolin vid S:t Petersburgs artilleriakademi en forskare i mineralogi och kristallografi av närapå farbroderns rang. Gustaf Gadolins humanistiska ådra fortsatte i dottersonen Johan Gustaf Frosterus, extraordinarie professor i historia och grundare av den främst för Frankrikes historia intresserade frosteruska skolan.
Gustaf Gadolins barn adlades år 1816 för faderns förtjänster med namnet af Gadolin.

## Utmärkelser
- Sankt Vladimirs orden, fjärde klassen,  18 juli 1809[2]
- Sankt Annas orden, andra klass,  14 augusti 1830[2]
- Sankt Vladimirs orden, tredje klass,  12 januari 1836[2]
- Sankt Stanislausorden, första klassen,  3 maj 1840[2]

[Redigera Wikidata]